# Koripallon miesten SM-sarjakausi 1948
La Koripallon miesten SM-sarjakausi 1948 è stata l'8ª edizione del massimo campionato finlandese di pallacanestro maschile. La vittoria finale è stata ad appannaggio dell'Helsingin Kiri-Veikot.

## Risultati

### Stagione regolare
|     | Squadra               | G | V | N | P | PF  | PS  | Pt. |
| --- | --------------------- | - | - | - | - | --- | --- | --- |
| 1.  | Helsingin Kiri-Veikot | 9 | 9 | 0 | 0 | 264 | 114 | 18  |
| 2.  | Helsingin NMKY        | 9 | 7 | 1 | 1 | 192 | 115 | 15  |
| 3.  | Helsingin Isku        | 9 | 6 | 0 | 3 | 180 | 171 | 12  |
| 4.  | Karhun Pojat          | 9 | 5 | 1 | 3 | 175 | 174 | 11  |
| 5.  | Helsingin Eteläiset   | 9 | 4 | 1 | 4 | 172 | 160 | 9   |
| 6.  | Helsingin Visa        | 9 | 4 | 0 | 5 | 162 | 209 | 8   |
| 7.  | Eiran Kisa-Veikot     | 9 | 3 | 1 | 5 | 149 | 201 | 7   |
| 8.  | Työväen Maila-Pojat   | 9 | 2 | 0 | 7 | 184 | 204 | 4   |
| 9.  | Turun Riento          | 9 | 2 | 0 | 7 | 160 | 236 | 4   |
| 10. | Hels. Kisa-Toverit    | 9 | 1 | 0 | 8 | 160 | 215 | 2   |

| Koripallon miesten SM-sarjakausi 1948 |
| ------------------------------------- |
| Helsingin Kiri-Veikot 3º titolo       |

## Formazione vincitrice
| N° | Naz.                 | Ruolo | Sportivo       |  | Alt. |  |
| -- | -------------------- | ----- | -------------- |  | ---- |  |
|    | Finlandia (bandiera) |       | Esko Karhunen  |  |      |  |
|    | Finlandia (bandiera) |       | Matti Simola   |  |      |  |
|    | Finlandia (bandiera) |       | Olavi Lahtinen |  |      |  |